# 麗紋散紋夜蛾
麗紋散紋夜蛾（学名：Callopistria pulchrilinea），又名小網散紋夜蛾，为夜蛾科散紋夜蛾屬下的一个种。